# 弗拉基米尔·阿基莫夫
弗拉基米尔·米哈伊洛维奇·阿基莫夫（俄語：Владимир Михайлович Акимов，1901年4月11日—1957年3月5日）苏联少将，曾参与俄国内战，1920年加入俄共（布），1925年-1926年前往中国在张家口担任军事顾问。1926年至1926年在广州担任军事顾问，并担任黄埔军校教官，第一军第二步兵师顾问，参加攻打武昌的战役，二战期间，曾因指挥问题受到军事法庭处罚。战后，阿基莫夫担任过多个军事职务，荣获多项勋章。